# Москвина, Наталья Евгеньевна
Ната́лья Евге́ньевна Москвина́ (укр. Наталія Євгенівна Москвіна; род. 9 июня 1988 года в Харькове) — украинская спортсменка, специализируется на индивидуальных и синхронных прыжках на батуте. Член сборной команды Украины на играх XXXI Олимпиады в Рио-де-Жанейро.
Воспитанница харьковской школы высшего спортивного мастерства. Тренеры: С. Ф. Соломатин, Г. Н. Соломатина.
В сентябре 2012 года Москвина в паре с киевлянкой Мариной Кийко получила золотые награды на первенстве в Лоле (Португалия). В 2013 году Наталья завоевала бронзовую медаль на Всемирных играх в Кали (Колумбия). В том же году Наталья в паре с Дианой Ключник стала бронзовым призёром чемпионата мира в Софии в синхронных прыжках на батуте. В 2015 году принимала участие в Европейских играх в Баку. Наталья Москвина заняла четвёртое место, уступив 0,365 балла бронзовому призёру — белоруске Анне Горчёнок. В сентябре того же года с Мариной Кийко заняла третье место в синхронных прыжках на батуте (Вальядолид, Испания) с результатом 47,000. В родном Харькове на чемпионате Украины в 2016 году она завоевала две золотые медали — в индивидуальных прыжках среди женщин и в синхронных прыжках в паре с Мариной Кийко. На Олимпийских играх 2016 Москвина выступила неудачно, совершив ошибку во втором элементе, в итоге она заняла последнее место и не прошла в финал. Завоевала золото на Всемирных играх 2017 во Вроцлаве.

## Награды
- Орден «За заслуги» ІІІ степени (9 сентября 2017 года)[7]